# 拉多涅茨的谢尔盖
拉多涅茨的谢尔盖（俄语：Се́ргий Ра́донежский，1314年5月14日—1392年9月25日）是中世纪俄罗斯的精神领袖。他是俄罗斯正教会最受尊敬的圣人之一。有記載他生於罗斯托夫附近的一个波雅尔家庭。 